# Franz Josef Pschierer

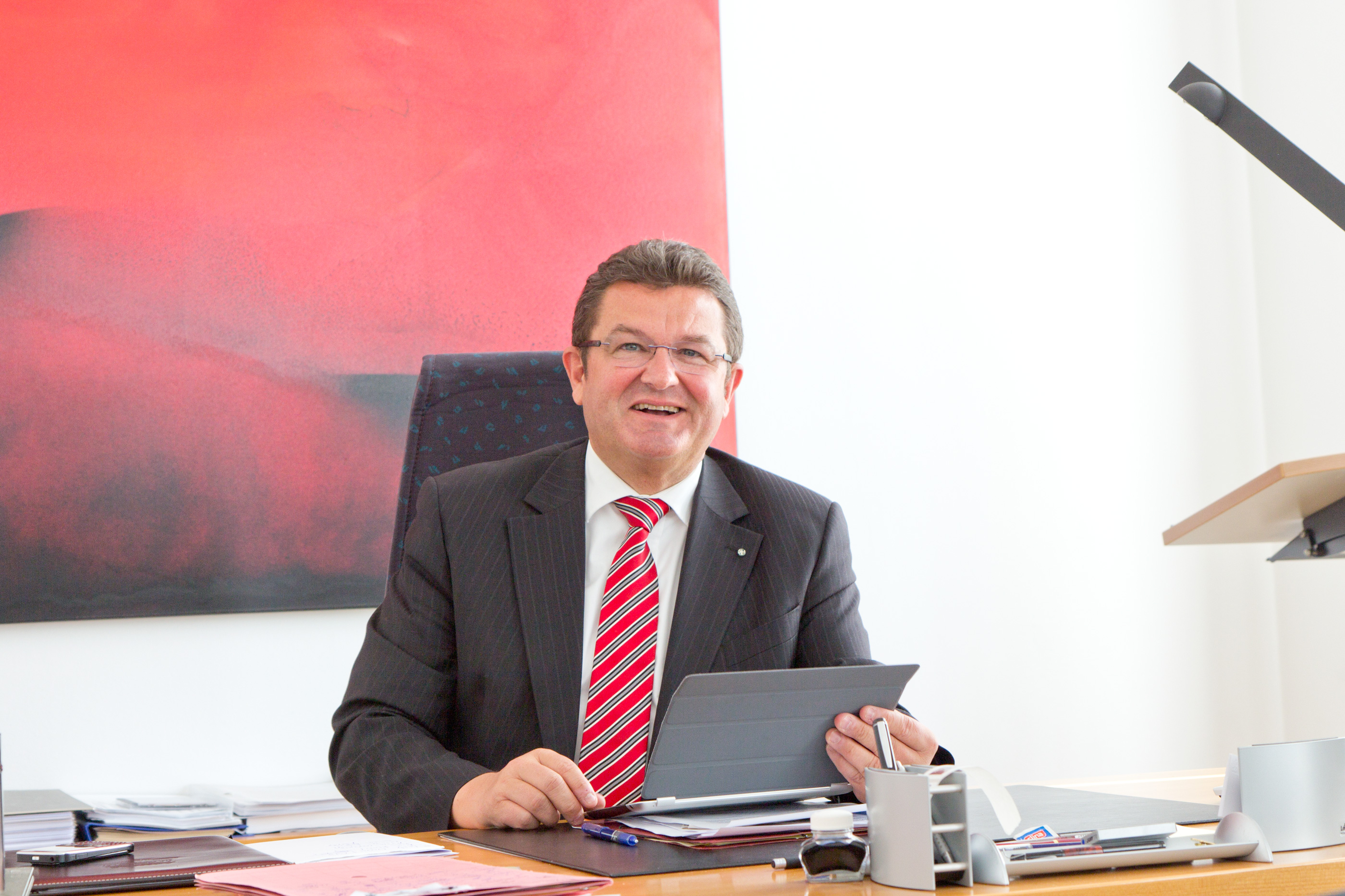
Staatssekretär Pschierer an seinem Schreibtisch im Palais Leuchtenberg (2012)

Franz Josef Pschierer (* 1. Juli 1956 in Haunstetten) ist ein deutscher Politiker (FDP, zuvor bis 2022 CSU). Er gehörte dem Bayerischen Landtag von 1994 bis 2023 als direkt gewählter Abgeordneter für den Stimmkreis Kaufbeuren an. Pschierer war Landesvorsitzender der Mittelstands-Union und Vorstandsvorsitzender beim MedienCampus Bayern. Ende September 2022 trat er von der CSU zur FDP über.
Er war von März bis November 2018 Bayerischer Staatsminister für Wirtschaft, Energie und Technologie. Der Bayerischen Staatsregierung gehörte er seit 2008 an, zunächst im Kabinett Seehofer I als Staatssekretär im Bayerischen Staatsministerium der Finanzen und ab 2013 im Kabinett Seehofer II im Bayerischen Staatsministerium für Wirtschaft und Medien, Energie und Technologie.

## Leben
Pschierer machte 1976 sein Abitur am Maristenkolleg Mindelheim. Danach erfolgte eine Ausbildung zum Reserveoffizier. Anschließend bekam er ein Stipendium der Konrad-Adenauer-Stiftung und studierte an der Universität Augsburg Wirtschafts- und Sozialwissenschaften. Im Jahr 1983 legte er sein Magisterexamen ab. Von 1984 bis 1986 übernahm er das Referat Presse- und Öffentlichkeitsarbeit der Handwerkskammer für Schwaben in Augsburg. 1986 wurde er Redakteur der Deutschen Handwerkszeitung, ab 1989 stellvertretender Chefredakteur.
Pschierer ist römisch-katholisch, verheiratet und hat zwei Kinder.

## Politik
Franz Josef Pschierer war ab 1994 Mitglied des Bayerischen Landtags. Außerdem wurde er 1996 Kreisrat im Landkreis Unterallgäu und Stadtrat in Mindelheim. 2003 übernahm Pschierer den Vorsitz des Landtagsausschusses für Wirtschaft, Infrastruktur, Verkehr und Technologie. Am 30. Oktober 2008 wurde er Staatssekretär im Bayerischen Staatsministerium der Finanzen (Kabinett Seehofer I). Am 3. August 2009 wurde Pschierer Beauftragter für Informations- und Kommunikationstechnik Chief Information Officer (CIO) der bayerischen Staatsregierung.
Ende April 2013 wurde im Zuge der Verwandtenaffäre in den Medien bekannt, dass Pschierer seine Ehefrau von 2000 bis 2013 als Mitarbeiterin angestellt hatte, was im betreffenden Zeitraum zulässig war. Pschierer erstattete trotzdem das Nettogehalt an den Freistaat Bayern zurück.
Nach der Landtagswahl in Bayern 2013 wechselte Pschierer als Staatssekretär in das von Ilse Aigner geführte Bayerische Staatsministerium für Wirtschaft und Medien, Energie und Technologie. Für das Land Bayern war er Vertreter im Hörfunkrat des Deutschlandradios.
Am 21. März 2018 wurde er von Markus Söder zum bayerischen Wirtschaftsminister ernannt und führte bis zur Landtagswahl am 14. Oktober 2018 das Bayerische Staatsministerium für Wirtschaft, Energie und Technologie. In der folgenden Koalitionsregierung beanspruchte der Koalitionspartner Freie Wähler das Wirtschaftsministerium, Pschierer schied aus dem Kabinett aus. Des Weiteren war Pschierer Mitglied des Ausschusses für Wissenschaft und Kunst im Bayerischen Landtag. Zudem wurde er Vorsitzender des Anstaltsbeirates JVA Memmingen sowie des Maßregelvollzugsbeirates Bezirkskrankenhaus Kaufbeuren in der Klinik für Forensische Psychiatrie und Psychotherapie.
Im Dezember 2018 wurde Franz Pschierer zum Landesvorsitzenden der Mittelstands-Union gewählt. Dieses Amt hatte er bis zu seinem Parteiaustritt inne.
Am 28. September 2022 gab Pschierer auf einer Pressekonferenz seinen Parteiwechsel von der CSU zur FDP zu bekannt. Im Zuge dessen wechselte er auch die Fraktion im Bayerischen Landtag.
Bei der Landtagswahl 2023 kandidierte er erfolglos im Stimmkreis Memmingen, wo er 2,5 Prozent der Erststimmen erzielte, und auf der Wahlkreisliste der FDP, die aufgrund der Fünf-Prozent-Hürde landesweit kein Mandat erhielt.

## Ehrenämter und Mitgliedschaften
Pschierer spielt Posaune und Klavier und ist Präsident des Allgäu-Schwäbischen Musikbundes. Außerdem ist er Mitglied des Kolpingwerks, der Malteser und der Katholischen Erziehergemeinschaft.

## Ehrungen und Auszeichnungen
- 2006: Bayerischer Verdienstorden
- 2009: Bayerische Verfassungsmedaille in Silber
- 2010: eGovernment Leadership Award